# 食香鬼
食香鬼，是中国传说的妖怪，据说身上涂抹各种香气的女人容易吸引到食香鬼，会被吸香气。只能以香烟为食，不能吃别的食物，因为其生前以劣质香烛欺骗香客，骗取钱财。三十六种饿鬼之一，也是夜叉之一。生活在神廟四交巷中,或寺舍林間、重閣樓櫓遊戲之處。